# Czarnokoniecka Wola
Czarnokoniecka Wola (ukr. Чорнокінецька Воля, Czornokinećka Wola) – wieś na Ukrainie, w rejonie czortkowskim obwodu tarnopolskiego, w hromadzie Kolędziany. W 2001 roku liczyła 542 mieszkańców.
W II Rzeczypospolitej wieś w powiecie kopyczynieckim województwa tarnopolskiego. W latach 1943–1944 nacjonaliści ukraińscy z OUN-UPA zamordowali tutaj 29 Polaków.
W 1921 we wsi urodził się Andrzej Wydrzyński – polski pisarz, publicysta i reżyser teatralny.